# Paul Victor Fournier
Paul Victor Fournier (Damrémont, 29 de dezembro de 1877 — Poinson-lès-Grancey, 20 de maio de 1964) foi um religioso, professor e botânico francês.
Fez seus primeiros estudos sob a orientação do abade Cothenet, cura da sua vila natal, que percebeu sua viva inteligência. Foi depois aluno no Seminário Menor de Langres, obtendo seu bacharelado em 1901, no mesmo ano foi ordenado padre, continuando a se aperfeiçoar na Faculdade de Dijon. A partir de 1903 começou uma carreira de professor e de pesquisador científico. Deu aulas no Seminário Menor de Langres, no Colégio São José de Poitiers e no Colégio Marista de Lyon. Mobilizado na I Guerra Mundial, atuou como enfermeiro. Depois retomou a docência no Colégio Imaculada Conceição de Saint-Dizier, onde se tornou diretor em 1921. No mesmo ano foi nomeado cônego honorário da Diocese de Langres.
Desejando estar próximo de boas bibliotecas, solicitou transferência para Paris na década de 1920, lecionando no Colégio Stanislas, mas pouco depois abandonou o ensino escolar, passando a se dedicar integralmente à ciência. Doutorou-se na Sorbonne em Ciências em 1927 e em Letras em 1932. Foi recebido na Sociedade Botânica da França em 1922, eleito membro do Conselho em 1933 e vice-presidente em 1936. Foi redator do periódico Monde des Plantes de 1932 a 1946, sendo seu diretor em 1947. Em 1960 foi nomeado membro correspondente da Academia de Ciências da França.
Em suas pesquisas reuniu uma grande biblioteca e deixou vários trabalhos publicados. Destacam-se sua tese Bréviaire du Botaniste, Florules de poche des Genres et Espèces complexes et de leurs hybrides (1921-1928), a tese La contribution des missionnaires français au progrès des sciences naturelles au XIXe et XXe siècles (1932), e os livros Flore complétive de la plaine française (1928), Les Cactées et Plantes Grasses (1935), e Flore illustrée des jardins et des parcs. Flore complétive se tornou uma obra de referência, mas sua contribuição principal foi  Les quatre Flores de France, publicada em fascículos de 1934 a 1940, totalizando 1.092 páginas, que o tornou famoso. Les quatre Flores foi o produto de um pesquisador solitário, que não teve ajudantes nem recebeu apoios oficiais, mas segundo Aymonin superou todos os trabalhos do mesmo gênero publicados até então, e além de oferecer conteúdo especificamente botânico, incluiu material sobre os usos históricos de cada planta e etimologias dos seus nomes científicos. Também foram importantes seus estudos sobre as propriedades medicinais das plantas, reunidos em Le livre des Plantes médicinales et vénéneuses de France. Identificou e descreveu 161 espécies de plantas.